# New Hope, Mississippi
New Hope är en ort i Lowndes County i delstaten Mississippi, USA.